# 巴加特基夫齊
49°23′32″N 25°22′48″E / 49.39222°N 25.38000°E
巴加特基夫齊（烏克蘭語：Багатківці）是位於烏克蘭西部特諾皮爾州裏特諾皮爾區的村莊，處於斯特里帕河畔，面積3.24平方公里，海拔高度337米，2001年人口682。